# Мајак
Мајак (рус. Маяк, блр. Маяк) је узвишење у виду брда у централном делу Белорусије, и са надморском висином од 33 метара трећи је по висини врх у земљи (после Дзјаршинске горе и Лисаје). Налази се на територији Валожинског рејона Минске области, код села Шаповали, на око 30 километара северозападно од града Минска. Моренског је порекла и географски припада Минском побрђу.
Брдо је изграђено од црвених глина и лесних наслага. Његове северне и источне падине су нешто стрмије са нагибима од 10 до 15 степени, док су јужни и западни делови знатно рабији са нагибима који не прелазе 5 степени.
У подножју Мајака налазе се изворишта река Уше, притоке Вилије (и део басена Балтичког мора) и Свислача који се налази у басну Дњепра и Црног мора.

## Видети
- Географија Белорусије
- Минска област